# Тебікаси
Тебіка́си (рос. Тебикасы, чув. Тепикасси) — присілок у складі Цівільського району Чувашії, Росія. Входить до складу Друговурманкасинського сільського поселення.
Населення — 202 особи (2010; 209 у 2002).
Національний склад:
- чуваші — 100 %